# Krokodýl orinocký
Krokodýl orinocký (Crocodylus intermedius) je středně velký až velký krokodýl žijící ve sladkých vodách Venezuely a Kolumbie, především v řece Orinoko. Dorůstá délky pět metrů a patří mezi největší americké predátory. Největší ulovený exemplář údajně měřil 6,78 metru.
Základním zdrojem potravy jsou zřejmě velké ryby, jak značí jeho čenich, který je delší než u krokodýla amerického. Dále pak různí savci, ptáci, a plazi, příležitostně uloví i kajmana. Byly hlášeny i vzácné útoky na člověka, zřejmě ale nejsou obvyklé, a podrobné informace chybí.
Je považován za kriticky ohrožený druh, odhaduje se, že v přírodě žije asi 250 až 1500 jedinců. Příčinou ohrožení tohoto druhu je lov pro krokodýlí kůže.
Je jedním z nejvzácněji chovaných krokodýlů, v rámci Evropy se jedná pouze o dánskou krokodýlí zoo Eskilstrup.[zdroj?]